# Беговица (хижа)
Хижа Беговица (Каменица) се намира в северния дял на Пирин планина. Разположена е на височина 1750 метра на границата на горския пояс на левия бряг на река Беговица.
Хижата е построена през 1966 година от туристическото дружество „Еделвайс“, гр. Сандански. Има електричество и водоснабдяване. Разполага с тоалетни, баня, кухня, пералня, ресторант. Капацитетът на хижата е 176 места. При нужда може да побере повече от 200 души. 

## Туристически маршрути и забележителности
Изходни пунктове
- град Сандански. От Сандански до местността Попина лъка води 18 километрово асфалтово шосе. Оттам до хижа Беговица през местността Туричка черква води камионен път с дължина 12 км. От Попина лъка и хижа Яне Сандански до хижа Беговица има и маркирана в синьо туристическа пътека (2:00 часа).

Маршрути до:
- заслон Спано поле (3:30 часа). От хижата се тръгва по маркирана в кафяво пътека, която пресича Беговишки рид. Пътеката слиза до река Мозговица в местността Бански гроб, заобикаля понижението на Мозговишки рид и продължава през местностите Башлийца и Арнаутски гробища до заслон Спано поле.

- заслон Тевно езеро (4:00 часа). Вървим по маркираната в синьо пътека за хижа Демяница и Банско. Последователно изкачваме няколко трогови стъпала на Беговишки циркус и достигаме седловината Беговишки превал (най-високата част от маршрута). Напускаме маркираната в синьо пътека и тръгваме в посока североизток по маркирана в жълто пътека. Тя подсича връх Каменица и след кратко изкачване стига до Белемето и заслон Тевно езеро.

- хижа Пирин. До хижа Пирин има два маркирани маршрута. Първият - маркиран с кафяво - минава през седловинта Солището между връх Кельо и разклонението за Голена. Оттам пътеката се спуска покрай Крайната (Кельова) река и Кельова мандра, до хижа Пирин (5:00 часа от началото). Вторият вариант (маркиран в жълто), тръгва по маршрута за Тевно езеро. При връх Бегова капа пътеката се отклонява на юг към Беговишко езеро и излиза на превала между Зъбът и Куклите. След това пътеката слиза през обширния тревист циркус Башмандра до хижа Пирин (6:00 часа).

Кратки излети
- до Беговишко езеро – по маркирания в жълто маршрут за хижа Пирин – 1:30 часа [3]